# وزارت ترابری بریتانیا
وزارت ترابری بریتانیا (انگلیسی: Department for Transport) یک وزارتخانه در کشور بریتانیا است که مسئول امور ترابری در انگلستان و بخش‌هایی از اسکاتلند، ولز و ایرلند شمالی است.
این وزارتخانه که در سال ۲۰۰۲ تأسیس شده ساختمان اصلی آن در شهر وست‌مینستر، لندن است.